# Шильдинский поссовет
Шильдинский поссовет — сельское поселение в Адамовском районе Оренбургской области Российской Федерации.
Административный центр — посёлок Шильда.

## История
Статус и границы сельского поселения установлены Законом Оренбургской области от 2 сентября 2004 года № 1424/211-III-ОЗ «О наделении муниципальных образований Оренбургской области статусом муниципального района, городского округа, городского поселения, установлении и изменении границ муниципальных образований».

## Население
| 2010  | 2012  | 2013  | 2014  | 2015  | 2016  | 2017  |
| ----- | ----- | ----- | ----- | ----- | ----- | ----- |
| 2190  | ↘2141 | ↘2106 | ↘2069 | ↘2017 | ↘1984 | ↘1908 |
| 2018  | 2019  | 2020  | 2021  |       |       |       |
| ↘1876 | ↘1840 | ↘1764 | ↘1729 |       |       |       |

## Состав сельского поселения
| № | Населённый пункт | Тип населённого пункта          | Население |
| - | ---------------- | ------------------------------- | --------- |
| 1 | 435 км           | разъезд                         | 6         |
| 2 | Шильда           | посёлок, административный центр | ↘2184     |